# Скотт Браун
Скотт Філіп Браун (англ. Scott Philip Brown; нар. 12 вересня 1959) — американський правник та політик (Республіканська партія). Сенатор США від штату Массачусетс з 2010 по 2013. Посол Сполучених Штатів в Новій Зеландії і Самоа з 2017.

## Біографія
Скотт Браун народився у Кіттері в штаті Мен, але виріс у Вейкфілді, штат Массачусетс. Отримав ступінь бакалавра в галузі історії в Університеті Тафтса в 1981 році і диплом юриста в Бостонському коледжі в 1985 році. Браун вступив до Національної гвардії Массачусетсу у віці 19 років, дослужився до звання полковника. Він також працював адвокатом у військових судах. У 1980 році на додаток працював неповний робочий день моделлю; він виграв конкурс журналу Cosmopolitan «Найсексуальніший чоловік Америки» в 1982-му.
Браун був членом Палати представників Массачусетсу з 1998 по 2004 і сенатором штату з 2004 по 2010.
Він одружений з телевізійним репортером Гейл Гафф, з якою він має двох доньок, одна з яких, Айла Браун, брала участь у півфіналі теле-шоу талантів American Idol у 2006 році.